# 無盡的愛 (2013年電視劇)
《無盡的愛》是2013年出品的一部泰國電視劇，由The One Enterprise公司出品，2013年7月15日起在泰國第五電視台首播。
此劇是由1995年電視劇《風箏與風》改編，講述一對雙胞胎姐妹與同一男子的感情糾葛。由友塔納·布格朗、婉娜拉·宋提查主演。

## 主要演員
- 友塔納·布格朗 飾 德克（Thitit Suriyakan）
- 婉娜拉·宋提查 飾演 雯熙/蔓妮（Gandaowasee/Gandaomanee Girinisuan）
- 那·特哈沙丁·那·阿育他亞 飾 文雄（Wasan）
- 拉查儂·素帕拉格 飾 緯特（Wit Asawagrai）
- Alicha Laisuthruklai 飾 Urai (雯熙之母)
- 培查雅·朝哇里 飾 晏琪（Ying Kai Napa）
- Pollawat Manuprasert 飾 Gandaowasee之父
- Aitanik Intarasut 飾 Nareerat (Urai之女)
- Pongsiri Bunluewong 飾 Brapun (Nareerat的男友)
- Uthaisri Srinarong 飾 Rampei (Gandaowasee的朋友)
- Wayo Assawarungruang as
- Paweena Shareefsakul 飾 Thitit之母
- Gorrawan Suttiwong 飾 Lisa
- Sirin Kohkiat 飾 Imjai
- Chompoonuch Piyatumchai 飾 Wilaiwun (Gandaomanee的朋友)
- Ron Banjongsang 飾 Gandaomanee的繼父
- Ninenote Chayut 飾
- Patiphan Lowsathian 飾 Thitit的朋友

## 外部連結
- 互联网电影数据库（IMDb）上《無盡的愛》的资料（英文）